# Décret de guerre à mort

Drapeau de Bolívar durant la Guerre à mort.

Le Décret de guerre à mort est un décret rédigé par Simón Bolívar le 15 juin 1813 à Trujillo ; il sanctionne et concrétise l'adoption en janvier de la Convention de Carthagène de 1813 rédigée par Antonio Briceño, qui posait déjà le principe d'une « guerre d'extermination » sur le modèle de la Révolution haïtienne (1793-1804) qui avait déclaré la « guerre à mort » aux Français.
Le Décret de guerre à mort de Bolivar prétendait changer l'opinion publique à propos de la guerre vénézuélienne (1810-1823) ; afin qu'au lieu d'y voir une grosse rébellion, ou une guerre civile à l'intérieur d'une des colonies de la Couronne d'Espagne, l'on y vît une guerre internationale, entre nations distinctes. Le document proclame que tous les Espagnols et Canariens, « aun siendo indiferentes » (« même les indifférents »), qui n'œuvrent pas activement à l'indépendance seront passés par les armes, et que tous les « américains » seront pardonnés, « aun cuando seáis culpables » (« quand bien même seriez-vous coupables »), c'est-à-dire même coupables de collaboration. Bolivar déclare ainsi clairement son intention d'impliquer tous les habitants de Nouvelle-Grenade et du Venezuela dans la révolution. La rédaction du décret fut motivée par les crimes supposés commis par Domingo Monteverde et l'armée espagnole durant la chute de la Première République vénézuélienne, en 1812. Cependant, la Guerre à mort fut pratiquée par les deux belligérants.
Au cours de la Campagne admirable de Bolivar, dans chaque ville et village traversé par l'armée indépendantiste, « tous les Espagnols et les Canariens, presque sans exception, ont été fusillés ». En février 1814, à la fin de la campagne, Juan Bautista Arismendi, sur l'ordre de Bolivar, commanda l'exécution de 886 Espagnols à Caracas. Afin d'augmenter son chiffre, il exécuta également les malades de l'hôpital de La Guaira. Bolivar écrivait régulièrement les détails de la guerre au Congrès de Carthagène. En conséquence, entre 1815 et 1817, après la prise de Carthagène (1815), plusieurs citoyens de Nouvelle-Grenade, en particulier les meneurs de la révolution, furent jugés, condamnés et exécutés par l'« armée pacificatrice », venue d'Espagne sous le commandement du général Pablo Morillo.
Le Décret de guerre à mort fut effectif jusqu'au 27 novembre 1820, jour de la signature du Traité d'Armistice et de Régularisation de la Guerre par Simón Bolívar et le général espagnol Pablo Morillo, à Santa Ana de Trujillo.